# استفانو دی براردینو
استفانو دی براردینو (انگلیسی: Stefano Di Berardino؛ زادهٔ ۱۱ ژانویهٔ ۱۹۸۷) بازیکن فوتبال اهل ایتالیا است.
از باشگاه‌هایی که در آن بازی کرده‌است می‌توان به باشگاه فوتبال یوونتوس، باشگاه فوتبال یووه استابیا، و باشگاه فوتبال پیستویزه اشاره کرد.